# Watra wędrownicza
Zasugerowano, aby zintegrować ten artykuł z artykułem Naramiennik wędrowniczy. Nie opisano powodu propozycji integracji.

Naramiennik wędrowniczy z płonącą Watrą wędrowniczą

Watra wędrownicza – symbol wędrowników, znajdujący się na naramienniku wędrowniczym, będącym odznaką zdobywaną przez wędrowniczki i wędrowników w ZHR i ZHP. Na ten symbol składa się ognisko  ułożone w sposób skautowski na tzw. długie palenie. Tworzą je trzy skrzyżowane polana i znajdujące się nad nimi trzy płomienie.

## Symbolika poszczególnych elementów watry
- Ognisko - symbol ciepła, bliskości, więzi, domu, rodziny, wiedzy, energii.
- Kolor zielony - oznacza, że wszystkie niżej wymienione punkty powinny odbywać się na tle harcerskiego życia.
- Pierwsze polano - oznacza służbę. Wędrownik wychodzi w świat i szuka miejsca, w którym może pomóc innym. Jest przez to pożyteczny, nie zamyka się tylko w swoim środowisku.
- Drugie polano - oznacza "szukanie miejsca w społeczeństwie"- wędrownik to nie tylko harcerz, ale także osoba, która spełnia funkcje w rodzinie, szkole czy pracy. Wędrownictwo ma służyć przygotowaniu się do życia w świecie - dążenie do samorealizacji poza środowiskiem harcerskim.
- Trzecie polano Watry - symbol samodoskonalenia się - wędrownik potrafi dążyć do tego, by być coraz lepszym człowiekiem. Wyznacza sobie cele, do których uparcie dąży.
- Najmniejszy płomień Watry - "siła ciała" - wędrówka jest wysiłkiem fizycznym, który wyrabia silną wolę. Wędrownik stara się przekroczyć granice swoich możliwości fizycznych.
- Środkowy płomień symbolizuje "siłę rozumu"- oznacza to wędrówkę po świecie wiedzy i różnych zainteresowań.
- Najwyższy płomień oznacza "siłę ducha" - podczas życiowej wędrówki kształtuje się umysł, wędrownik dąży do poznania prawdy i Boga.